# Saint-Soulan
Saint-Soulan è un comune francese di 148 abitanti situato nel dipartimento del Gers, nella regione dell'Occitania.

## Società

### Evoluzione demografica
Abitanti censiti